# Гладіатор червоногрудий
Гладіа́тор червоногру́дий (Malaconotus cruentus) — вид горобцеподібних птахів родини гладіаторових (Malaconotidae). Мешкає в Західній та Центральній Африці.

## Поширення і екологія
Червоногруді гладіатори живуть в гірських і рівнинних тропічних лісах Західної і Центральної Африки від Сьєрра-Леоне і Гвінеї на заході до Уганди на сході, на висоті від 700 до 1500 м над рівнем моря.